# My Sleeping Karma
My Sleeping Karma è un gruppo tedesco Rock psichedelico di Aschaffenburg. La band ha un contratto con la Napalm Records e ha finora pubblicato 6 album in studio.

## Storia
Nell'anno 2006, il bassista Matte e il batterista Steffen suonano in un gruppo stoner rock chiamato The Great Escape. La band, dopo aver annunciato un lungo tour, viene abbandonata dal cantante e i rimanenti componenti, volendo tenere fede agli impegni presi, decidono di suonare pezzi strumentali con l'appoggio del chitarrista Seppi e del soundboarder Norman.
Dopo il successo riscosso durante il tour, la band viene messa sotto contratto dalla Elektrohasch Records e viene pubblicato l'omonimo album di debutto.
Due anni dopo viene pubblicato il secondo album Satya. Tutte le canzoni di questo album prendono il nome da un divinità induista, anche se gli stessi componenti dichiarano di non avere una profonda conoscenza di questa cultura.
Nel 2010 i My Sleeping Karma pubblicano il loro terzo lavoro Tri, e nel mese di giugno dello stesso anno viene trasmesso in molte emittenti radio tedesche il loro concerto al Rockpalast.
Qualche tempo dopo suonano inoltre al festival Francese Hellfest.
Nell'autunno del 2011 la band ha concluso il primo tour a livello europeo e firmato un nuovo contratto con la Napalm Records. Un anno dopo esce il quarto album Soma (Nome Derivato da una Bevanda Sacra della religione Vedista). Nel novembre 2012, la band suona all'apertura del tour europeo dei Monster Magnet.

## Stile
La musica suonata dai My Sleeping Karma è indicata solitamente come Rock strumentale e Rock psichedelico, anche se gli stessi componenti la definisco come  "groove rock psichedelico".

## Formazione
- Matte: Basso elettrico
- Seppi: Chitarra
- Steffen: Batteria
- Norman: Soundboard

## Discografia

### Album in studio
- 2006: My Sleeping Karma
- 2008: Satya
- 2010: Tri
- 2012: Soma
- 2015: Moksha
- 2022: Atma

### Album dal vivo
- 2017: Mela Ananda - Live